# Violon : « Mozart Kubelick »
Violon : « Mozart Kubelick » est un tableau réalisé par le peintre français Georges Braque au printemps 1912 à Paris. Cette huile sur toile est une nature morte cubiste représentant un violon surmonté par les noms du compositeur Wolfgang Amadeus Mozart et de l'interprète Jan Kubelík. Partie d'une collection privée, elle est conservée au Metropolitan Museum of Art de New York, à qui elle est promise.